# Parfums de Marly
Parfums De Marly ist eine französische Nischen-Parfüm-Marke. Die Düfte und Markenauftritt sind inspiriert vom 18. Jahrhundert Frankreichs und dem französischen Königshof. Derzeit werden über 37 verschiedene Düfte produziert und vermarktet.

## Geschichte
Die Firma L.N.C. unter der die Marke Parfums De Marly vermarktet wird, wurde 2009 von Julien Sprecher gegründet. Sie ist Teil der Sprecher-Berrier-Gruppe, zu dem unter anderem auch die Marke Initio Parfums Privés gehört.
Der Name leitet sich ab vom Chateau de Marly, der Residenz von König Ludwig XV.
Das 18. Jahrhundert war bekannt für seine Leidenschaft zu Düften und Parfums. König Ludwig XV wurde nachgesagt, er führe einen „parfümierten Hof“. Ebenso rühmte sich der König mit seiner Liebe zu Rennpferden, welche auch das heutige Firmenlogo zieren. Die „Chevaux de Marly“ wurden 1743 von Guillaume Coustou bei der Restauration des Chateau de Marly entworfen.

## Geschäftsentwicklung
Im Jahr 2022 steigerte das Unternehmen seinen Umsatz im konzerndominierten Parfümmarkt um 51 % auf 262 Mio. Euro. Parfums de Marly vertreibt seine Parfüms über mehr als 1200 Multibrand-Einzelhändler und einige Monobrandstores in Paris, London und Dubai. Weitere eigene Standorte waren 2023 in Los Angeles, Sydney und Shanghai in Planung.
Im Juni 2023 wurde bekannt, dass sich das Private-Equity-Unternehmen Advent mit einem Mehrheitsanteil an der Sprecher-Berrier-Gruppe beteiligen würde. Es wurde über einen Investitionswert von über 700 Mio. Euro berichtet. Die Sprecher-Gruppe behielt alle Führungspositionen und blieb weiterhin Minderheitsgesellschafter.